# Ошен-Сити (Мэриленд)
Ошен-Сити (англ.  Ocean City) — город в округе Вустер в штате Мэриленд США.

## Описание
Курортный город в юго-восточном Мэриленде. Расположен вдоль 10-мильного (16-километрового) барьерного пляжа между цепью заливов (Синепаксент, Айл-ов-Уайт и Ассавумен) и Атлантическим океаном, в 29 милях (47 км) к востоку от Солсбери. Это крупнейший морской курорт штата с летним населением 300 000 человек. Залив Ошен-Сити (который долгое время был заиленным, пока не открылся сильным штормом в 1933 году) соединяет заливы с океаном. Заливы предлагают безопасную гавань для лодок и удобства для глубоководной рыбалки, купания и сёрфинга. Это место с его песчаными пляжами начало привлекать туристов после строительства отеля Атлантик в 1875 году. Появление железной дороги в 1878 году способствовало развитию этого курортного города; Позже шоссе из района Балтимор — Вашингтон, округ Колумбия, обеспечили доступ к городу. Гоночная трасса Ошен-Даунс известна гонками на упряжках. Остров Ассатиг, узкий барьерный остров и национальное морское побережье, находится через океанский залив в южной части барьерного пляжа Ошен-Сити. Стивен Декейтер, герой флота, родился (1779 г.) на ферме недалеко от Берлина, в нескольких милях к западу от материка. Инкорпорирован с 1880 года. Население в 2000 году — 7173; в 2010 — 7102 жителя.

## Население
| 1960 | 1970  | 1980  | 1990  | 2000  | 2010  | 2020  |
| ---- | ----- | ----- | ----- | ----- | ----- | ----- |
| 983  | ↗1493 | ↗4946 | ↗5146 | ↗7173 | ↘7102 | ↘6844 |